# Encyosaccus sexmaculatus
Encyosaccus sexmaculatus är en spindelart som beskrevs av Simon 1895. Encyosaccus sexmaculatus ingår i släktet Encyosaccus och familjen hjulspindlar. Inga underarter finns listade i Catalogue of Life.